# 海南翼核果
海南翼核果（学名：Ventilago inaequilateralis），为鼠李科冀核果属下的一个植物种。